# Fotsteg i mörkret
Fotsteg i mörkret är en amerikansk film från 1941 i regi av Lloyd Bacon. Filmen bygger på den tyska pjäsen Katzenzungen.

## Handling
Bankmannen Francis Warren skriver i hemlighet för sin familj deckare, vilket ställer till problem då frun undrar om hans sena hemkomster under sina efterforskningar till böckerna.

## Rollista
- Errol Flynn - Francis Warren
- Brenda Marshall - Rita Warren
- Ralph Bellamy - Dr. Davis
- Alan Hale - inspektör Mason
- Lee Patrick - Blondie White
- Allen Jenkins - Wilfred
- Lucile Watson - Mrs. Archer
- William Frawley - Hopkins
- Roscoe Karns - Monahan
- Grant Mitchell - Carruthers